# Несше (комуна)
Комуна Несше (швед. Nässjö kommun) — адміністративно-територіальна одиниця місцевого самоврядування, що розташована в лені Єнчепінг у південній Швеції.
Несше 117-а за величиною території комуна Швеції. Адміністративний центр комуни — місто Несше.

## Населення
Населення становить 29 382 чоловік (станом на вересень 2012 року). 
| Кількість населення комуни Несше за 1970-2010 роки | Кількість населення комуни Несше за 1970-2010 роки | Кількість населення комуни Несше за 1970-2010 роки | Кількість населення комуни Несше за 1970-2010 роки | Кількість населення комуни Несше за 1970-2010 роки |
| -------------------------------------------------- | -------------------------------------------------- | -------------------------------------------------- | -------------------------------------------------- | -------------------------------------------------- |
| Рік                                                |                                                    |                                                    | Населення                                          |                                                    |
| 1970                                               | 1970                                               |                                                    | 33 536                                             | 33 536                                             |
| 1975                                               | 1975                                               |                                                    | 32 591                                             | 32 591                                             |
| 1980                                               | 1980                                               |                                                    | 31 694                                             | 31 694                                             |
| 1985                                               | 1985                                               |                                                    | 30 786                                             | 30 786                                             |
| 1990                                               | 1990                                               |                                                    | 30 767                                             | 30 767                                             |
| 1995                                               | 1995                                               |                                                    | 30 562                                             | 30 562                                             |
| 2000                                               | 2000                                               |                                                    | 29 495                                             | 29 495                                             |
| 2005                                               | 2005                                               |                                                    | 29 314                                             | 29 314                                             |
| 2010                                               | 2010                                               |                                                    | 29 339                                             | 29 339                                             |
| Джерело: SCB                                       |                                                    |                                                    |                                                    |                                                    |

## Населені пункти
Комуні підпорядковано 13 міських поселень (tätort) та низка сільських, більші з яких:
- Несше (Nässjö)
- Форсерум (Forserum)
- Будафорс (Bodafors)
- Мальмбек (Malmbäck)
- Аннаберґ (Anneberg)
- Сульберґа (Solberga)

## Галерея

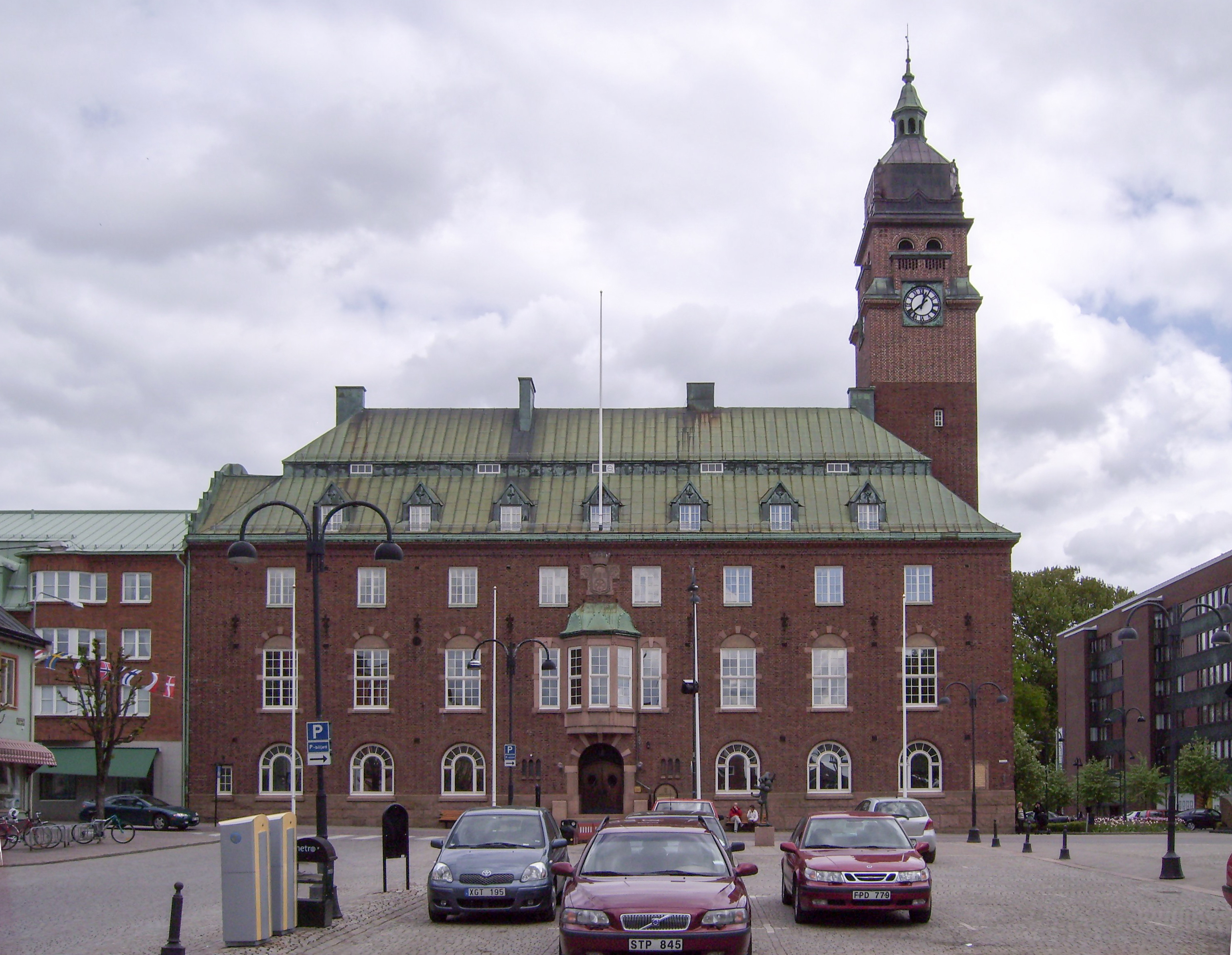
Управа комуни (Несше)
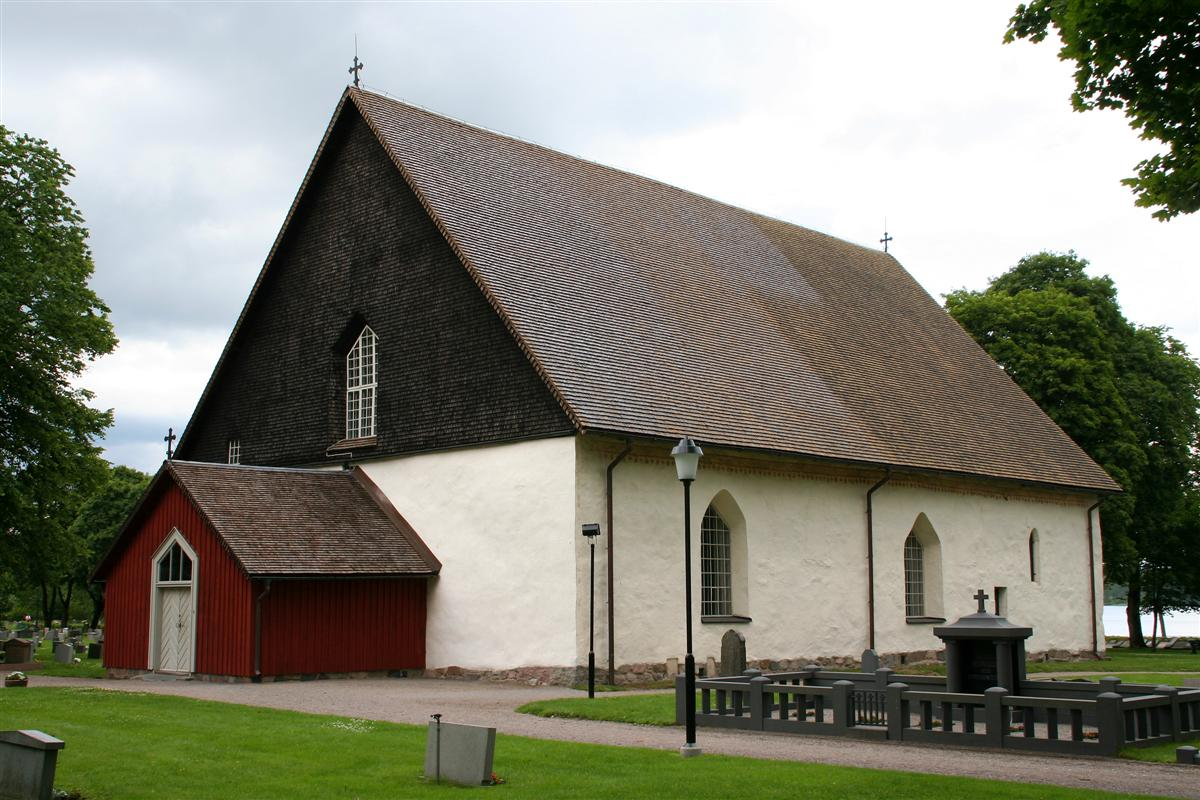
Церква (Норра-Сандше)
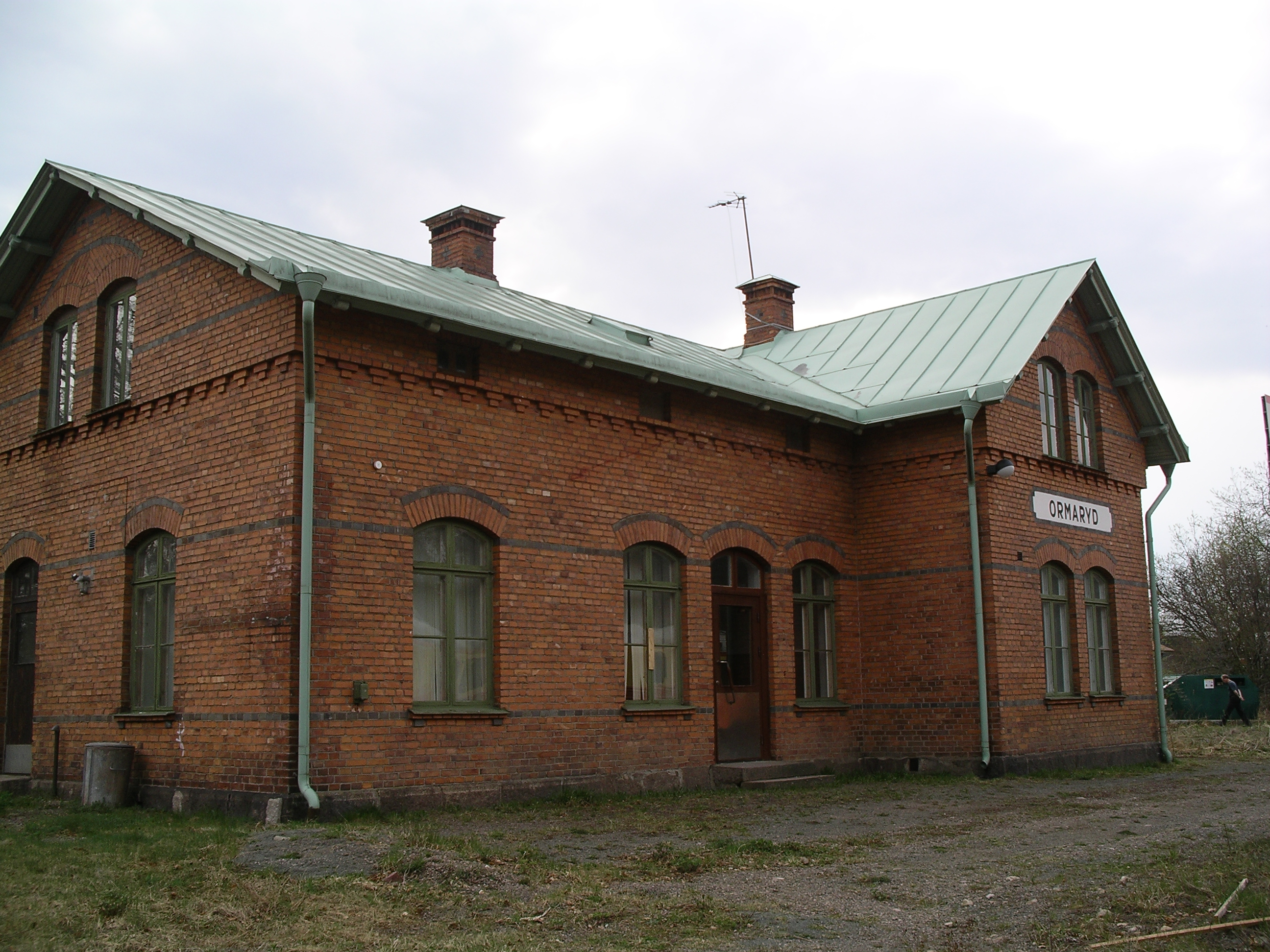
Залізнична станція Ормарид
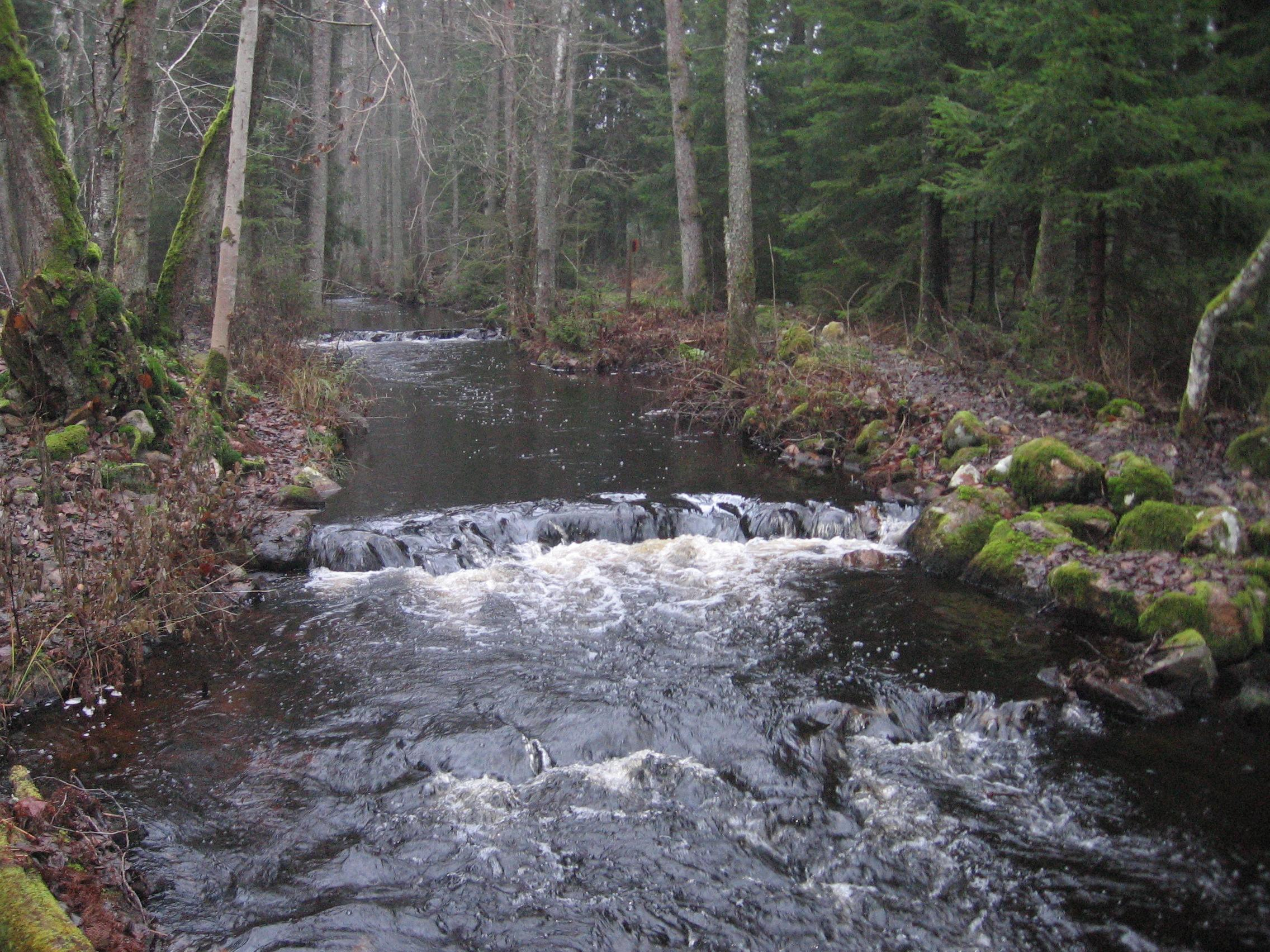
Річка Емон у селищі Будафорс комуни Несше

## Виноски
1. ↑  Andersson P. Sveriges kommunindelning 1863-1993 — Mjölby: Draking, 1993. — 132 с. — ISBN 978-91-87784-05-7
2. ↑  Folkmangd i riket, lan och kommuner (шв.) . Центральне бюро статистики Швеції. Архів оригіналу за 20 серпня 2013. Процитовано 22 лютого 2013.